# Stanisław Mikołajczyk

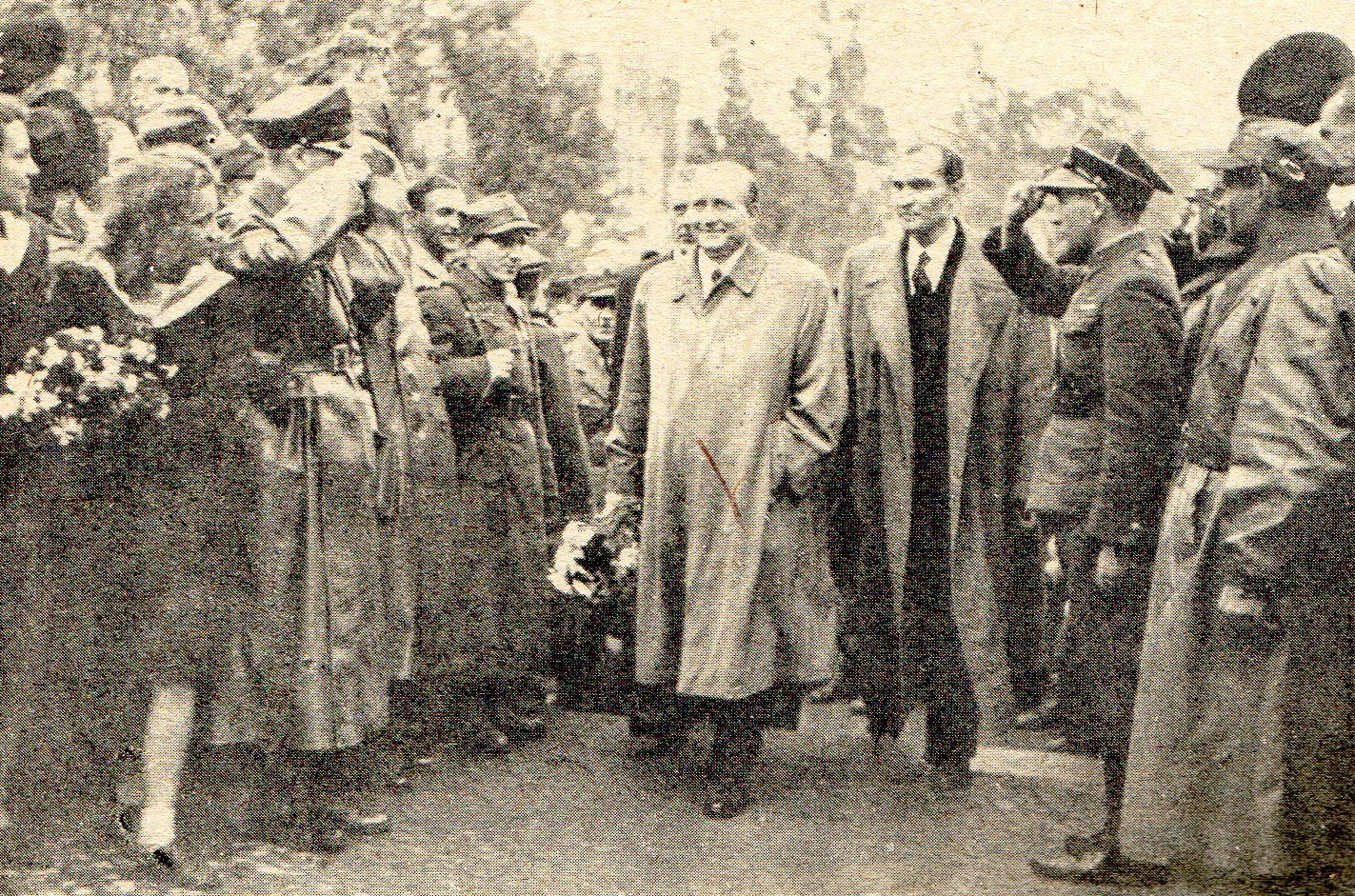
Wizyta w Poznaniu (1945)

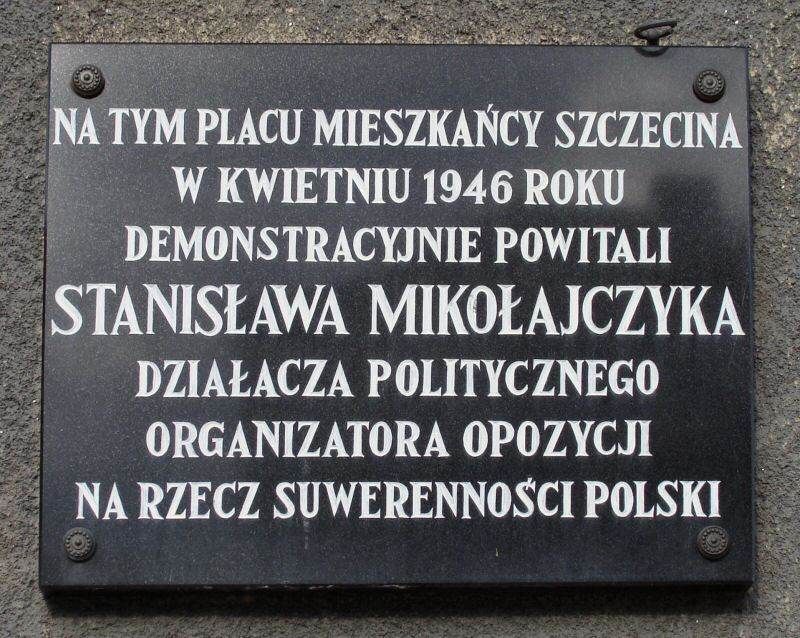
Tablica pamiątkowa na pl. Armii Krajowej w Szczecinie

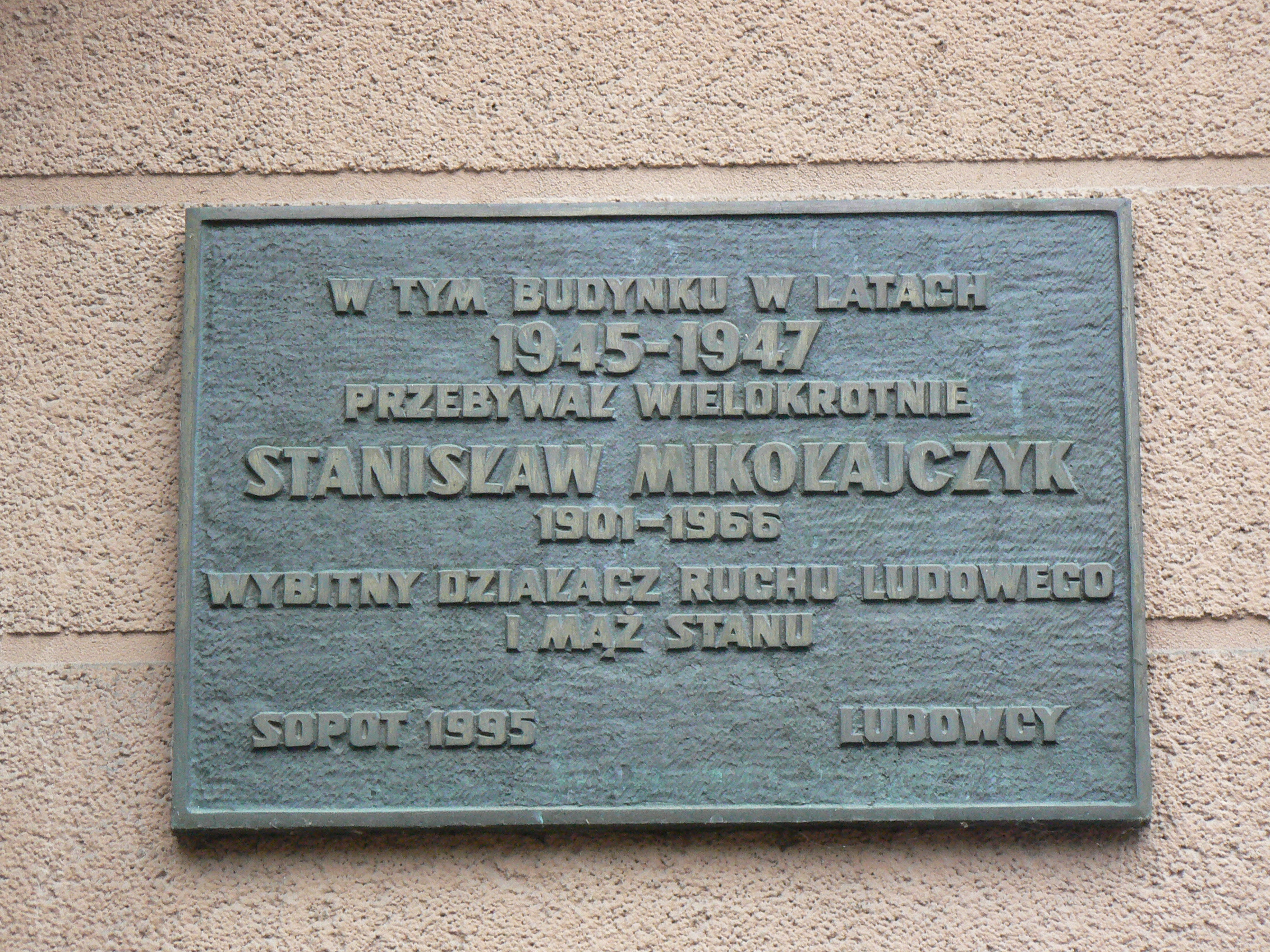
Tablica upamiętniająca Stanisława Mikołajczyka na budynku przy ul. Grunwaldzkiej 12-16 w Sopocie

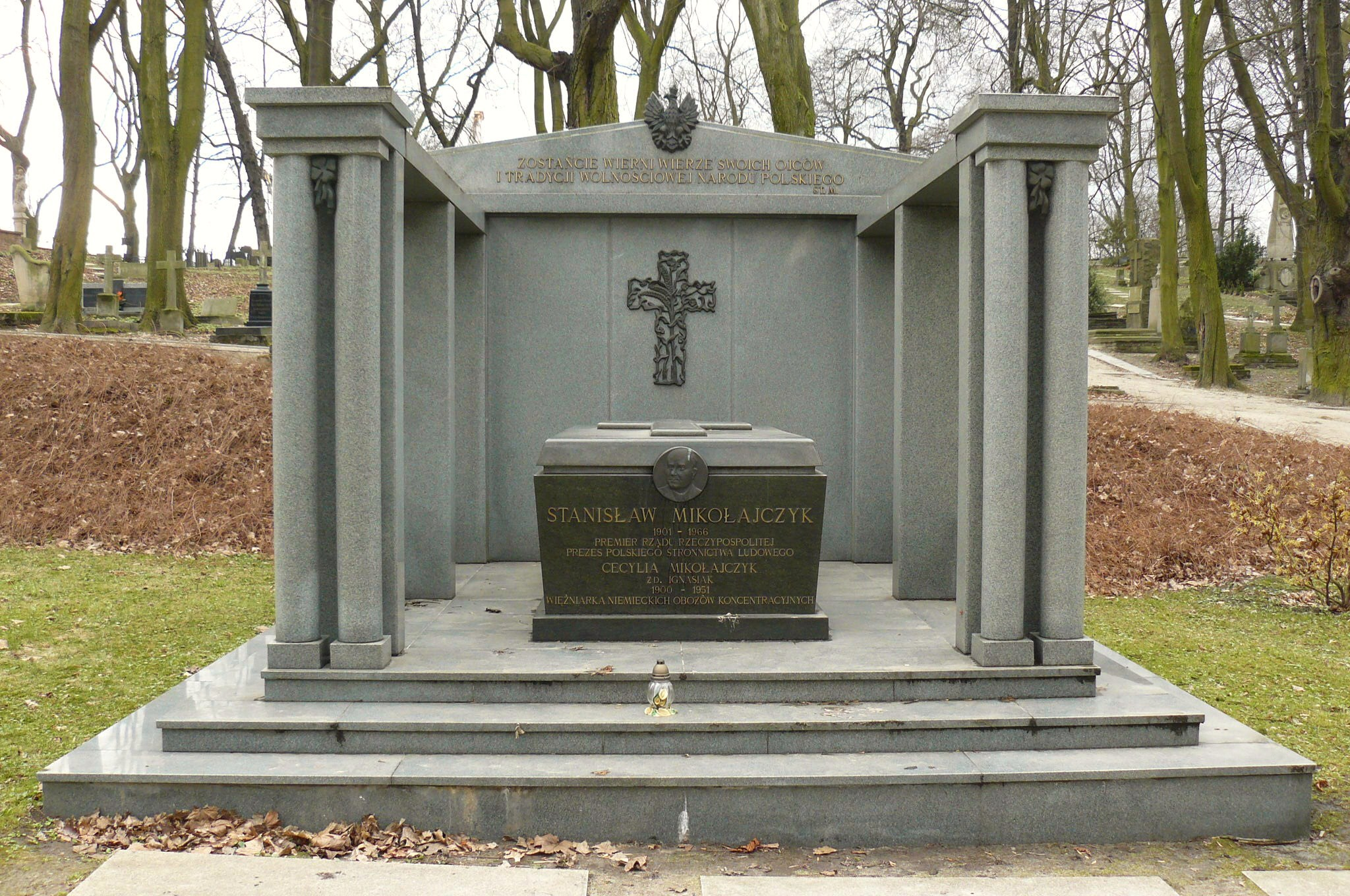
Grób Stanisława Mikołajczyka na cmentarzu Zasłużonych Wielkopolan w Poznaniu

Stanisław Mikołajczyk (ur. 18 lipca 1901 w Holsterhausen, zm. 13 grudnia 1966 w Waszyngtonie) – polski polityk, przywódca Polskiego Stronnictwa Ludowego, poseł na Sejm II RP (III kadencji), w latach 1943–1944 premier rządu Rzeczypospolitej Polskiej na uchodźstwie, członek Komitetu dla Spraw Kraju od stycznia 1940 roku, po II wojnie światowej poseł do Krajowej Rady Narodowej i na Sejm Ustawodawczy, wicepremier i minister rolnictwa w Tymczasowym Rządzie Jedności Narodowej, członek Centralnej Komisji Porozumiewawczej Stronnictw Demokratycznych w 1946 roku.

## Życiorys

### Młodość
Urodził się w 1901 w Holsterhausen w ówczesnym powiecie Gelsenkirchen, obecnie dzielnicy miasta Herne, w rodzinie emigrantów z powiatu pleszewskiego, górnika Stanisława i Zofii z domu Parysek. Ukończył cztery klasy szkoły powszechnej w Niemczech. W 1908 roku rodzina wróciła do Polski. Stanisław wychował się w okolicach Dobrzycy koło Pleszewa. Ukończył kurs Szkoły Rolniczej w Swarzędzu oraz kurs Uniwersytetu Ludowego w Dalkach koło Gniezna. W latach 1918–1920 jako ochotnik walczył w powstaniu wielkopolskim i wojnie polsko-bolszewickiej. Po powrocie z wojska pracował na roli w Strzyżewie. Był absolwentem Uniwersytetu Ludowego w Dalkach.

### Międzywojenna działalność polityczna
W latach 1920–1931 działał w PSL „Piast”, a od 1931 w Stronnictwie Ludowym. W 1927 był współzałożycielem Związku Młodzieży Wiejskiej w Poznaniu, którego został wiceprezesem, od 1928 do 1930 był prezesem, a następnie został prezesem honorowym. W latach 1930–1935 poseł na Sejm RP. W latach 1936–1939 pełnił funkcję prezesa Wielkopolskiego Towarzystwa Kółek Rolniczych. W sierpniu 1937 kierował strajkiem chłopskim. Zabicie podczas strajku 41 chłopów wywołało w nim nienawiść do sanacji. Skazany na cztery miesiące więzienia.

### II wojna światowa
Uczestnik wojny obronnej we wrześniu 1939, po agresji ZSRR na Polskę trafił do obozu internowanych na Węgrzech, następnie na uchodźstwie we Francji i Wielkiej Brytanii. Od 1939 wiceprzewodniczący Rady Narodowej Rzeczypospolitej Polskiej (substytutu Sejmu na uchodźstwie). Zdecydowany przeciwnik wejścia do rządu w Londynie przedstawicieli ugrupowań sanacyjnych („Nas dzieli krew rozstrzelanych chłopów”). Z tego powodu domagał się też od gen. Sikorskiego usunięcia ze stanowiska dowódcy AK gen. „Grota” Roweckiego jako przedwojennego oficera. Wicepremier (1941–1943) oraz minister spraw wewnętrznych (jako ten ostatni próbował podporządkować sobie działający w kraju ZWZ co spotkało się ze sprzeciwem gen. Sikorskiego).
Od lipca 1943 (po śmierci gen. Władysława Sikorskiego) do listopada 1944 premier rządu RP na uchodźstwie. Bezskutecznie usiłował uzyskać porozumienie z ZSRR, dotyczące polskiej granicy wschodniej i z PKWN odnośnie do politycznej przyszłości kraju (nie zdając sobie sprawy, że decyzje ws. granicy wschodniej i tzw. rekompensaty terytorialnej zapadły już na spotkaniu tzw. wielkiej trójki podczas konferencji teherańskiej w 1943, bez wiedzy rządu polskiego). Zdaniem Piotra Zychowicza Mikołajczyk jako premier nie prowadził samodzielnej polityki, ulegając zbyt łatwo rządowi brytyjskiemu. Wbrew Naczelnemu Wodzowi gen. Sosnkowskiemu zachęcał dowództwo Armii Krajowej do akcji „Burza” i powstania warszawskiego.
Pod koniec lipca 1944 r. Mikołajczyk udał się z wizytą do Moskwy, gdzie dowiedział się o wybuchu powstania warszawskiego. Przedstawiciele PKWN zaproponowali mu wówczas stanowisko premiera w przyszłym rządzie i 4 ministerstwa dla przedstawicieli rządu emigracyjnego, przy czym warunkiem było odrzucenie Konstytucji kwietniowej.
Mikołajczyk był skłonny udać się do Warszawy po jej wyzwoleniu i utworzyć rząd, w skład którego obok przedstawicieli czterech stronnictw emigracyjnych weszliby także komuniści z PPR. Ten wspólny rząd miałby przygotować wybory do Sejmu. Pomysł premiera spotkał się ze sprzeciwem PPS, prezydenta Raczkiewicza, dowództwa AK i Naczelnego Wodza, generała Sosnkowskiego – ten ostatni groził nawet wypowiedzeniem posłuszeństwa rządowi Mikołajczyka, w razie gdyby premier udał się do Polski w porozumieniu z komunistami. Żądania dymisji Mikołajczyka zostały jednak odrzucone przez Winstona Churchilla. Pod naciskiem polskiego premiera dymisję otrzymał natomiast Sosnkowski, a nowym Naczelnym Wodzem został generał Komorowski, który po upadku powstania znalazł się w niewoli niemieckiej.
O porozumieniu teherańskim dowiedział się podczas konferencji w Moskwie w październiku 1944 z ust Mołotowa w obecności nie tylko Józefa Stalina, ale także, również wtedy przebywającego w Moskwie, brytyjskiego premiera Winstona Churchilla. Wobec odmowy przyjęcia przez rząd ultymatywnych warunków sowieckich, co do oparcia granicy polsko-radzieckiej na linii Curzona, których przyjęcie uważał za konieczne oraz dymisji Naczelnego Wodza Kazimierza Sosnkowskiego, 24 listopada 1944 złożył dymisję z funkcji premiera. Do dymisji podali się również ministrowie Stronnictwa Ludowego.

### Tymczasowy Rząd Jedności Narodowej
W czerwcu 1945 uczestnik konferencji moskiewskiej w sprawie utworzenia Tymczasowego Rządu Jedności Narodowej, powrócił do Polski. Po konferencji jałtańskiej przystąpił do TRJN jako wicepremier i minister rolnictwa, stając się wkrótce ośrodkiem opozycji wobec komunistów i 'lewego skrzydła' socjalistów. W latach 1945–1947 przywódca Polskiego Stronnictwa Ludowego w kraju i poseł do KRN.
W listopadzie 1945 w czasie zjazdu Polskiego Stronnictwa Ludowego Stanisław Mikołajczyk potępił bratobójcze mordy dokonywane przez Narodowe Siły Zbrojne i nieprzejednaną postawę emigracji.
W sfałszowanych wyborach do Sejmu Ustawodawczego (1947) Polskie Stronnictwo Ludowe otrzymało ułamek mandatów, w porównaniu do faktycznej liczby głosów oddanych na swoją listę. Sam Stanisław Mikołajczyk został wybrany na posła na Sejm Ustawodawczy z okręgu warszawskiego. Został prezesem klubu PSL.

### Emigracja
Polityczny proces Zygmunta Augustyńskiego, red. nacz. „Gazety Ludowej”, organu prasowego PSL, zakończony w dniu 6 sierpnia 1947 skazaniem go na 15 lat więzienia był impulsem do decyzji o udaniu się na emigrację. Mikołajczyk zagrożony uchyleniem immunitetu parlamentarnego (został ostrzeżony przez Bolesława Drobnera), aresztowaniem i wyrokiem śmierci zwrócił się 17 października 1947 do ambasady Stanów Zjednoczonych o pomoc w zorganizowaniu ewakuacji za granicę. 20 października 1947 za pośrednictwem urzędników ambasady został dowieziony do Gdyni i przemycony na pokład statku Baltavia, którym opuścił polskie wody terytorialne i udał się do USA.
Stanisław Mikołajczyk po ucieczce na Zachód, uchwałą Rady Ministrów z dnia 21 listopada 1947 został pozbawiony obywatelstwa polskiego. Zostało mu ono przywrócone pośmiertnie 15 marca 1989, zaś 15 sierpnia 2012 w życie weszła nowa ustawa o obywatelstwie polskim, która uznała uchwałę Rady Ministrów z dnia 21 listopada 1947 za nieważną.
Istnieją spekulacje, iż UB, nie chcąc „likwidować” Stanisława Mikołajczyka celowo wywołał przekonanie o zagrożeniu życia i konieczności ucieczki. W ten sposób „w białych rękawiczkach” pozbył się niewygodnego polityka i mógł go przedstawiać jako zdrajcę i tchórza.
Mikołajczyk nie został przywódcą emigracji, a kilka lat po przybyciu na Zachód rozszedł się nawet z dotychczasowymi współpracownikami, pozostając w izolacji politycznej.

## Upamiętnienie
Pierwszym miejscem upamiętnienia Stanisława Mikołajczyka był wybudowany w 1991 roku obelisk na rynku w Dobrzycy. Tutaj też co roku w grudniu odbywają się Zaduszki Mikołajczykowskie.
W 1996 r. Narodowy Bank Polski wyemitował srebrną monetę kolekcjonerską o nominale 10 złotych upamiętniającą Stanisława Mikołajczyka.
W 2000 jego prochy zostały sprowadzone do Polski. Został pochowany na cmentarzu Zasłużonych Wielkopolan w Poznaniu. Przed Wielkopolskim Urzędem Wojewódzkim w Poznaniu znajduje się pomnik Stanisława Mikołajczyka, a na jego willi przy ulicy Promienistej 6 na poznańskim Ostrorogu Południe znajduje się tablica pamiątkowa.
Postanowieniem prezydenta RP Aleksandra Kwaśniewskiego z 1 czerwca 2000 „w uznaniu wybitnych zasług dla niepodległości i suwerenności Rzeczypospolitej Polskiej” został pośmiertnie odznaczony Krzyżem Wielkim Orderu Odrodzenia Polski.
Spektakl telewizyjny z 2008 O prawo głosu w reżyserii Janusza Petelskiego opowiada historię Stanisława Mikołajczyka.
29 czerwca 1989 w Warszawie na terenie obecnej dzielnicy Praga-Południe jednej z ulic na terenie osiedla Gocław zostało nadanie imię Stanisława Mikołajczyka.
12 listopada 2022 roku odbyła się uroczystość nadania imienia Premiera Stanisława Mikołajczyka rondu na skrzyżowaniu dróg wojewódzkich 434 i 432 w Zbrudzewie pod Śremem.

## Życie prywatne
Żonaty z Cecylią z domu Ignasiak (1900–1951), którą poślubił 21 października 1924 w kościele św. Tekli w Dobrzycy. Miał syna Mariana.  Był ojcem chrzestnym dziennikarki Wandy Nadobnik, córki Kazimierza Nadobnika (1913–1981).